# MOON SIGNAL
「MOON SIGNAL」（ムーン・シグナル）は、スフィアの6枚目のシングル。2010年10月20日にGloryHeavenから発売された。

## 概要
前作 「Now loading...SKY!!」から3ヶ月ぶりのリリースとなる2010年3作目のシングル。また、3ヶ月間隔のリリースは、前々作「REALOVE:REALIFE」と同様である。
初回限定盤、通常盤の2種リリースで、前者には「MOON SIGNAL」のPVを収録したDVDが同梱されている。表題曲「MOON SIGNAL」と「クライマックスホイッスル」は、テレビアニメ『おとめ妖怪 ざくろ』とパチスロ『シスタークエスト2〜魔剣の騎士と白銀の巫女〜』のオープニングテーマとしてそれぞれ使用された。テレビアニメのタイアップは、前々作「REALOVE:REALIFE」から3作連続。

### 主な記録
2010年11月1日付のオリコン週間シングルチャートで8位を獲得し、自己最高順位を更新した。また、シングル作品のトップ10入りは前作から2作連続。初動売上は1.3万枚であり、前作同様グループ最高記録を塗り替えた。2010年10月22日放送分のミュージックステーションで8位を獲得、同番組のチャートにランクインしたのはグループ初となる。

## 批評
CDジャーナルは、「異なるキャラクターから生み出される独特のスケールを持ったユニゾン・ヴォーカルが清々しい、勢いと安定感が共存した仕上がりだ。」と評した。

## 収録曲
1. MOON SIGNAL [4:12]
作詞：畑亜貴、作曲・編曲：虹音
2. クライマックスホイッスル [3:56]
作詞：こだまさおり、作曲：三浦誠司、編曲：齋藤真也
3. MOON SIGNAL（Off Vocal）
4. クライマックスホイッスル （Off Vocal）

DVD(初回限定盤のみ)
1. MOON SIGNAL（Music Clip）

### 収録アルバム
| 曲名                     | 収録アルバム       | 発売日        | 備考                  |
| ------------------------ | ------------------ | ------------- | --------------------- |
| MOON SIGNAL              | 『Spring is here』 | 2011年3月16日 | 2ndオリジナルアルバム |
| クライマックスホイッスル | 『Spring is here』 | 2011年3月16日 | 2ndオリジナルアルバム |